# Ý nghĩa cuộc sống

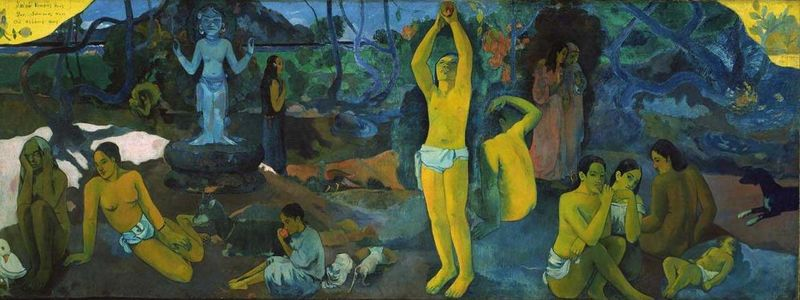
Ta là ai? Từ đâu đến? Rồi ta sẽ về đâu?
Một trong những bức tranh nổi tiếng trong thể loại hậu ấn tượng của Paul Gauguin.

Ý nghĩa cuộc sống là gì? Ta tự hỏi bản thân mình rằng sống có mục đích gì? Đời người thật ngắn có lẽ vậy . Cuộc sống như một cuộc đấu tranh kẻ thắng người thua xem ai hơn ai quy cho cùng nó cùng chả có ý nghĩa gì cả ,đối với thế giới này con người chỉ là một hạt cát thế giới nó vẫn sống tại sao mình vẫn dần biến mất một vị có cấp bậc cao dù chết đi vẫn chỉ là một bộ xương khô cuối cùng thì vẫn vè với đất , tạ tranh dành xem ai hơn ai liệu có quan trọng khi ta sống không vì mục đích gì thì đã mất hơn nửa đời người , khi ta sống vì hơn thua tranh dành thì đã mất cả đời người . Ta sống vì ta mới là sống vì một mục đích của tạ cũng là sống khi ta muốn mua một ngôi nhà thật đẹp vì mình đó là sống nhưng vì hơn thua thì nó có ý nghĩa gì? Sống vì mình không vì ai . Sống vì lí tưởng không vì ai . Giờ ta có thể hiểu ý nghĩa của cuộc sống rồi đấy , mà bạn có thể rút ra cho mình.
Ý nghĩa cuộc sống liên quan đến các khái niệm triết học và tôn giáo về tồn tại, ý thức (tự giác) và hạnh phúc, và còn đề cập đến những lĩnh vực khác, như ý nghĩa của biểu tượng, bản thể luận, giá trị, mục đích, đạo đức, thiện và ác, tự do ý chí, thượng đế quan, tồn tại thần linh, linh hồn, thế giới bên kia... Trong đó khoa học có nhiều đóng góp gián tiếp, bằng cách mô tả các sự kiện thực nghiệm về vũ trụ, khoa học cung cấp một số bối cảnh và đặt nền cho các cuộc hội thoại về các chủ đề liên quan.
Một phương pháp tiếp cận đặc biệt, phi vũ trụ, phi tôn giáo, lấy con người làm trung tâm là: "Ý nghĩa cuộc đời tôi là gì?". Câu trả lời cho câu hỏi này có thể liên quan đến các thành tựu của cá nhân trong xã hội, hoặc thành tựu trong đời sống tinh thần.

## Các câu hỏi
Vấn đề ý nghĩa sinh mệnh được đặt ra bằng nhiều cách khác nhau:
- Ý nghĩa cuộc sống là gì?[1][2][3][4][5][6][7]
- Tại sao ta lại ở đây? Ta ở đây để làm gì?[8][9][10][11]
- Nguồn gốc sự sống là gì?[12]
- Cuộc sống là gì? Tồn tại là gì?[12][13][14]
- Mục đích của cuộc sống là gì? Cuộc đời của một con người có ý nghĩa gì?[4][7][13][15][16]
- Điều gì là ý nghĩa và giá trị trong cuộc sống?[17]
- Giá trị cuộc sống là gì?[18]
- Lý do của cuộc sống là gì? Ta sống để làm gì?[11][19]

Những câu hỏi này đã dẫn đến một loạt tranh luận và câu trả lời khác nhau, trong lý luận khoa học, triết học, thần học, và tâm linh học.